# No Survivors
No Survivors è il primo album live del gruppo Hardcore punk Charged GBH.

## Tracce
1. Sick Boy
2. Maniac
3. Mantrap
4. Time Bomb
5. Necrophilia
6. Hellhole
7. I Am The Hunted
8. Generals
9. Catch 23
10. Give Me Fire
11. City Baby Attacked By Rats
12. No Survivors
13. Alcohol
14. Bell End Bop

## Formazione
- Colin Abrahall  - voce
- Jock Blyth - chitarra
- Ross Lomas - basso
- Andrew (Wilf) Williams - batteria